# Franz Kroll
Franz Kroll, född 1820 i Bromberg, död 1877, var en tysk pianist och tonsättare.
Kroll, som var lärjunge till Franz Liszt, bosatte sig 1849 i Berlin, där han 1863–1864 var lärare vid Sternska konservatoriet. 